# 3131 Mason-Dixon
3131 Mason-Dixon је астероид главног астероидног појаса са средњом удаљеношћу од Сунца која износи 2,925 астрономских јединица (АЈ).
Апсолутна магнитуда астероида је 12,1.